# Olympische Sommerspiele 1996/Teilnehmer (Namibia)
| Gelbes Symbol für Goldmedaillen mit stilisierten Olympischen Ringen | Graues Symbol für Silbermedaillen mit stilisierten Olympischen Ringen | Braundes Symbol für Bronzemedaillen mit stilisierten Olympischen Ringen |
| ------------------------------------------------------------------- | --------------------------------------------------------------------- | ----------------------------------------------------------------------- |
| —                                                                   | 2                                                                     | —                                                                       |

Namibia nahm bei den Olympischen Sommerspielen 1996 in Atlanta zum zweiten Mal an einem olympischen Sommerturnier teil. Das Namibische Nationale Olympische Komitee ernannte die Athleten.

## Medaillengewinner
Mit zwei gewonnenen Silbermedaillen belegte das namibische Team Platz 55 im Medaillenspiegel.

### Silber
- Frank Fredericks: Leichtathletik, Herren, 100 Meter
- Frank Fredericks: Leichtathletik, Herren, 200 Meter

## Teilnehmer nach Sportart

### Boxen
- Joseph Benhard
Herren, Halbfliegengewicht
- Sackey Shivute
Herren, Mittelgewicht

### Leichtathletik
- Frank Fredericks
 Herren, 100 Meter
 Herren, 200 Meter
- Joseph Tjitunga
Herren, Marathon
- Elizabeth Mongudhi
Damen, Marathon

### Schießen
- Friedhelm Sack

### Schwimmen
- Jörg Lindemeier
Herren, 100 Meter Brust
- Monica Dahl
Damen, 100 Meter Freistil
Damen, 200 Meter Freistil